# Дейч, Генрих Маркович
Ге́нрих Ма́ркович Дейч (13 (26) ноября 1913, Докшицы — 28 апреля 2003, Уэст-Ориндж) — советский и американский историк. Доктор исторических наук (1962), профессор (1963).

## Биография
Выходец из еврейской ортодоксальной хасидской семьи. После начала Первой мировой войны семья переехала в Харьков, где Генрих в возрасте около восьми лет потерял правый глаз.
Окончил исторический факультет Ленинградского государственного университета, где испытал влияние С. Н. Валка, которого впоследствии называл своим учителем и другом.
Затем работал в Харьковском педагогическом институте и университете. C 1944 года работал в Центральном государственном историческом архиве Ленинграда. В 1947 году защитил кандидатскую диссертацию в Московском историко-архивном институте.
В 1947—1960 годах работал в Псковском педагогическом институте. Работал в Новгородском педагогическом институте.
Весной 1962 года защитил докторскую диссертацию «Крестьянство Псковской губернии во второй половине XIX и в начале XX века» в Ленинградском отделении Института истории АН СССР (оппонентами выступили П. А. Зайончковский, А. С. Нифонтов и А. В. Предтеченский), через год было присвоено учёное звание профессора (история СССР).
Весной 1966 года избран по конкурсу профессором ЛГПИ им. А. И. Герцена, где проработал до 1976 года.
С 1989 года жил в США. В апреле 1991 года в нью-йоркском издательстве «Телекс» вышла его брошюра «Еврейские предки Ленина. Неизвестные архивные документы о Бланках». Летом 1991 года автор приехал в Ленинград, дабы ознакомить с собранные им материалами и СССР.
Умер 28 апреля 2003 года. Среди его учеников Борис Колоницкий.